# PancakeSwap
PancakeSwap é uma corretora de criptomoeda descentralizada (DEX) construída sobre múltiplas blockchains. Em 2024, foi uma das principais DEX na Binance Smart Chain e até então possuia mais de US$2.3B em valor total bloqueado.

## História
A PancakeSwap é uma corretora de criptomoeda descentralizada (DEX) construída na BNB Chain, lançada em setembro de 2020 por um grupo de desenvolvedores anônimos inspirados pelo sucesso de outros projetos de finanças descentralizadas (DeFi). A plataforma permite que os usuários negociem tokens sem a necessidade de uma bolsa centralizada, utilizando um modelo de formador de mercado automatizado (AMM) para facilitar as trocas. Além disso, a PancakeSwap oferece recursos como yield farming, staking, loteria e um mercado de NFTs, tornando-se uma das plataformas DeFi mais populares na BNB Chain.
A PancakeSwap, como muitas plataformas descentralizadas, já enfrentou ataques cibernéticos que expuseram vulnerabilidades no ecossistema DeFi. Um dos incidentes mais notórios ocorreu em março de 2021, quando a plataforma sofreu um ataque de phishing por meio de um sequestro de DNS. Os invasores redirecionaram o domínio oficial para um site falso que solicitava aos usuários a inserção de suas frases-semente, comprometendo assim suas chaves privadas e fundos. Embora a infraestrutura principal da PancakeSwap não tenha sido invadida, o ataque destacou os riscos associados ao uso de aplicativos descentralizados e a necessidade de práticas robustas de segurança, como a verificação de URLs e a utilização de carteiras seguras. Após o incidente, a PancakeSwap reforçou suas medidas de segurança e ampliou campanhas educativas para os usuários.

## Protocolo
O protocolo PancakeSwap opera na BNB Chain, permitindo a negociação de tokens BEP-20 por meio de um modelo de formador de mercado automatizado (AMM). Seu token nativo, o CAKE, desempenha um papel central na governança do protocolo, permitindo que os detentores participem de decisões sobre o desenvolvimento futuro da plataforma. Além disso, o CAKE é utilizado para incentivar a provisão de liquidez, recompensando os usuários que contribuem com fundos para os pools de liquidez da corretora.